# Sandro Lima
Sandro César Cordovil de Lima, conosciuto semplicemente come Sandro Lima (Belém, 28 ottobre 1990), è un calciatore brasiliano, attaccante dell'Atl. Goianiense.

## Carriera

### Club
Dopo aver giocato per tre stagioni in Brasile, passa in prestito al Rio Ave dove esordisce in Primeira Liga. Dal 2014 gioca stabilmente nella seconda divisione portoghese. Nel 2016 contribuisce alla promozione del  Chaves in Primeira Liga.

## Palmarès

### Competizioni nazionali
- K League 2: 1

Gwangju: 2022